# Vertice (teoria dei grafi)

Un grafo con 6 vertici e 7 archi

Nella teoria dei grafi, un vertice o nodo è l'unità fondamentale di cui i grafi sono costituiti: un grafo consiste in un insieme di vertici e di archi (coppie di vertici, ordinate se diretto, non ordinate altrimenti). Dal punto di vista della teoria dei grafi, i vertici sono trattati come oggetti senza caratteristiche e indivisibili, sebbene ulteriori strutture relative all'applicazione possano essere aggiunte. Ad esempio, una rete semantica è un grafo i cui vertici rappresentano concetti o classi di oggetti.
Due vertici si dicono adiacenti se esiste un arco tra essi. Si definisce grado di un vertice il numero di archi aventi origine in esso.